# A361 (Росія)
Автошлях А361 — під'їзна дорога від автомобільної дороги Р297 «Амур» до кордону з Китайською Народною Республікою (село Джалинда), відноситься до автомобільних доріг загального користування федерального значення.

## Маршрут
- Розв'язка з автошляхами Р297 «Амур» та А360 «Лена»
- Невер
- Річка Великий Невір
- залізничний переїзд з лінією Бам — Білогорськ Транссибірської магістралі
- Сковородіно
- автодорога до селища Середньорейнівський
- Тайожний
- Джалинда